# Jérémy Clément
Jérémy Clément (ur. 26 sierpnia 1984 w Béziers) – piłkarz francuski grający na pozycji środkowego pomocnika w AS Nancy.

## Kariera klubowa
Clément pochodzi z Oksytanii. Karierę piłkarską rozpoczął w szkółce piłkarskiej jednego z najbardziej utytułowanych klubów we Francji, Olympique Lyon. Po występach w młodzieżowej drużynie oraz zespole rezerw w 2003 roku trafił do składu pierwszej drużyny. 24 kwietnia 2004 roku zadebiutował w Ligue 1, a zespół prowadzony przez Paula Le Guena pokonał u siebie Stade Rennais FC 3:0. W Lyonie Jérémy spędził trzy sezony. W latach 2004–2006 trzykrotnie z rzędu zdobywał tytuł mistrza Francji, jednak był rezerwowym i przegrywał rywalizację o miejsce w składzie z takimi zawodnikami jak Mahamadou Diarra, Michael Essien, Benoït Pedretti czy Tiago. Ogółem wystąpił w 43 meczach Lyonu i zdobył w nich jednego gola.
7 lipca 2006 roku Clément podpisał kontrakt ze szkockim Rangers F.C., który zapłacił za niego 1,1 miliona funtów. Do zespołu ściągnął go były trener Lyonu Le Guen, ale w drużynie z Glasgow zarówno francuski szkoleniowiec jak i Jérémy spędzili zaledwie pół roku i już w styczniu 2007 obaj powrócili do Francji.
Le Guen trafił do Paris Saint-Germain i za 1,8 miliona funtów ściągnął do tej drużyny Clémenta. W nowym zespole zawodnik zadebiutował 1 kwietnia w wygranym 2:1 wyjazdowym meczu z RC Lens. W 2007 roku rozegrał 9 spotkań ligowych, a w sezonie 2007/2008 był już podstawowym zawodnikiem klubu, dla którego zagrał 38 razy i zdobył jednego gola przyczyniając się do pozostania stołecznego klubu z Ligue 1. Zdobył też Puchar Ligi Francuskiej.
W lipcu 2011 roku przeniósł się do AS Saint-Étienne.
| Sezon   | Klub                | Kraj    | Rozgrywki        | Mecze | Bramki | Rozgrywki Europy   | Mecze | Bramki |
| ------- | ------------------- | ------- | ---------------- | ----- | ------ | ------------------ | ----- | ------ |
| 2003/04 | Olympique Lyon      | Francja | Ligue 1          | 2     | 0      | Liga Mistrzów UEFA | 0     | 0      |
| 2004/05 | Olympique Lyon      | Francja | Ligue 1          | 18    | 1      | Liga Mistrzów UEFA | 4     | 0      |
| 2005/06 | Olympique Lyon      | Francja | Ligue 1          | 15    | 0      | Liga Mistrzów UEFA | 6     | 0      |
| 2006/07 | Rangers F.C.        | Szkocja | S.Premier League | 19    | 0      | Liga Europy UEFA   | 3     | 0      |
| 2006/07 | Paris Saint-Germain | Francja | Ligue 1          | 9     | 0      | -                  | -     | -      |
| 2007/08 | Paris Saint-Germain | Francja | Ligue 1          | 38    | 1      | -                  | -     | -      |
| 2008/09 | Paris Saint-Germain | Francja | Ligue 1          | 35    | 1      | Liga Europy UEFA   | 10    | 0      |
| 2009/10 | Paris Saint-Germain | Francja | Ligue 1          | 34    | 3      | -                  | -     | -      |
| 2010/11 | Paris Saint-Germain | Francja | Ligue 1          | 24    | 0      | Liga Europy UEFA   | 10    | 0      |
| 2011/12 | AS Saint-Étienne    | Francja | Ligue 1          | 35    | 0      | -                  | -     | -      |
| 2012/13 | AS Saint-Étienne    | Francja | Ligue 1          | 26    | 0      | -                  | -     | -      |
| 2013/14 | AS Saint-Étienne    | Francja | Ligue 1          | 32    | 0      | Liga Europy UEFA   | 3     | 0      |
| 2014/15 | AS Saint-Étienne    | Francja | Ligue 1          | 12    | 0      | Liga Europy UEFA   | 7     | 0      |

Stan na: 1 grudzień 2014 r.

## Kariera reprezentacyjna
W latach 2005–2006 Clément wystąpił w 6 spotkaniach młodzieżowej reprezentacji Francji U-21.